# Габор, Магда
Магдолна «Магда» Га́бор (англ. Magdolna «Magda» Gabor, 11 июня 1915, Будапешт — 6 июня 1997, Палм-Спрингс, Калифорния) — американская светская дама венгерского происхождения, телевизионная актриса и гостья во многих шоу, а также старшая сестра Эвы и Жа Жи Габор.

## Биография
Дата точного рождения Магды неизвестна. В одних источниках указывается 11 июня 1915 или 11 июня 1914, в других — 1 июля 1914 или 10 июля 1915. В то же время никто не верит датам, которые Магда упоминала сама, 1918 или 1919, тем самым делая её младшей из сестёр Габор.
В свидетельстве о её рождении указывается, что она родилась, когда её матери, Джоли Габор, было 18 лет. Джоли Габор родилась 29 сентября 1896 года и из этого следует, что Магда родилась в 1915 году.
Магда шесть раз была замужем, но детей у неё никогда не было.
- 1937—1946 — Ян де Бичовски, лётчик польского происхождения.
- 1946—1947 — Уильям Ранкин, американский сценарист
- 1949—1950 — Сидни Р. Уоррен, адвокат
- 1956—1967 — Артур Галлуччи, президент одного из крупнейших строительных концернов США «Самуэль Галлуччи и сыновья»
- 1970—1971 — Джордж Сандерс, британский актёр (и бывший муж её сестры Жа Жи); их брак продлился всего 6 недель.
- 1972—1973 — Тибор Хэлтай, консультант по экономике, ставший агентом по недвижимости.

Магда Габор умерла в 1997 году от почечной недостаточности.

## Фильмография
- The People vs. Zsa Zsa Gabor (1991) — Играет саму себя
- Mai lányok (1937) — Ленке